# Dombås Station
Dombås Station (Dombås stasjon) er en jernbanestation, der ligger i byområdet Dombås i Dovre kommune på Dovrebanen i Norge. Stationen blev åbnet 6. december 1913, da banen mellem Eidsvoll og Dombås stod færdig. Siden 1921 har den desuden været udgangspunkt for Raumabanen til Åndalsnes. Stationen ligger 659 meter over havet, 343,04 km fra Oslo S.
Den oprindelige stationsbygning blev opført efter tegninger af Arnstein Arneberg. Den nedbrændte 23. april 1940, da stationsområdet blev bombet af tyske bombefly under 2. verdenskrig. Året efter blev erstattet af den nuværende bygning, der blev tegnet af Gudmund Hoel og Bjarne Friis Baastad ved NSB Arkitektkontor. Stationsbygningen er senere udvidet af Arvid Sundby. Den rummer i dag ventesal, bagagebokse og toiletter. Stationen består derudover af flere spor med to perroner, remise og drejeskive.